# Massif du Pic-du-Midi-de-Bigorre
Le massif du Pic-du-Midi-de-Bigorre est un massif de montagnes de la chaîne des Pyrénées situé dans le département des Hautes-Pyrénées en région Occitanie, en France. Il mesure 20 km de long pour 10 km de large, et culmine au pic du Midi de Bigorre à 2 876 mètres,,.
C'est un massif d'assez hautes montagnes pour les Pyrénées bien qu'il se trouve en avant de la chaîne centrale. Son point culminant a la particularité d'abriter un observatoire astronomique ainsi que l'émetteur du pic du Midi de Bigorre.
Géologiquement parlant, le relief se trouve au sud de la faille nord-pyrénéenne, ce qui classe le massif dans la zone axiale des Pyrénées. Les roches sont majoritairement de nature sédimentaire (pélites et grès) de la période du Dévonien inférieur et moyen, mais on trouve aussi des roches sédimentaires plus anciennes ainsi que des roches magmatiques (granite, diorite, pegmatite) et métamorphiques (migmatite).

## Toponymie
Le massif tire son nom du pic du Midi de Bigorre, sommet qui domine le reste du massif et dont l'observatoire astronomique le rend parfaitement reconnaissable depuis les plaines de piémont.
Il a précédemment été nommé montagne d'Arizes, toponyme de massif signifiant « eau », en relation avec le vallon d'Arizes à ses pieds. Il est appelé pic de Midi de Bagnères, puis pic de Midi de Bigorre à la fin du XIXe siècle. Le choix de ce nouveau nom renvoie peut-être à une tradition alpine qui désigne des sommets situés au sud de leur principal point d'observation en utilisant le nom « midi ».

## Géographie
C'est un massif en avant de la chaîne des Pyrénées, bien visible depuis la plaine de Tarbes. Ce massif est enserré entre la vallée du Gave de Gavarnie à l'ouest (de Pierrefitte-Nestalas à Luz-Saint-Sauveur) et la vallée de Campan (Adour de Gripp) à l'est. Au nord il est séparé du massif du Montaigu par la vallée de l'Isaby, la hourquette d'Ouscouaou et la vallée de Lesponne. Au sud, il est séparé du massif du Néouvielle par la vallée de Barèges, le col du Tourmalet et la vallée de l'Adour du Tourmalet (secteur de La Mongie ou haute Adour de Gripp).
| Massif du Montaigu | Massif du Montaigu                    | Vallée de Campan Massif du Lhéris et Baronnies |
| Massif d'Ardiden   | massif du Pic-du-Midi-de-Bigorre      | Massif de l'Arbizon                            |
| Massif d'Ardiden   | Col du Tourmalet Massif du Néouvielle | Massif de l'Arbizon                            |

Le massif compte deux crêtes principales séparées par le col d'Aoube : 
- la crête du pic du Midi de Bigorre à l'est,
- la crête de Lascours à l'ouest.

### Principaux sommets

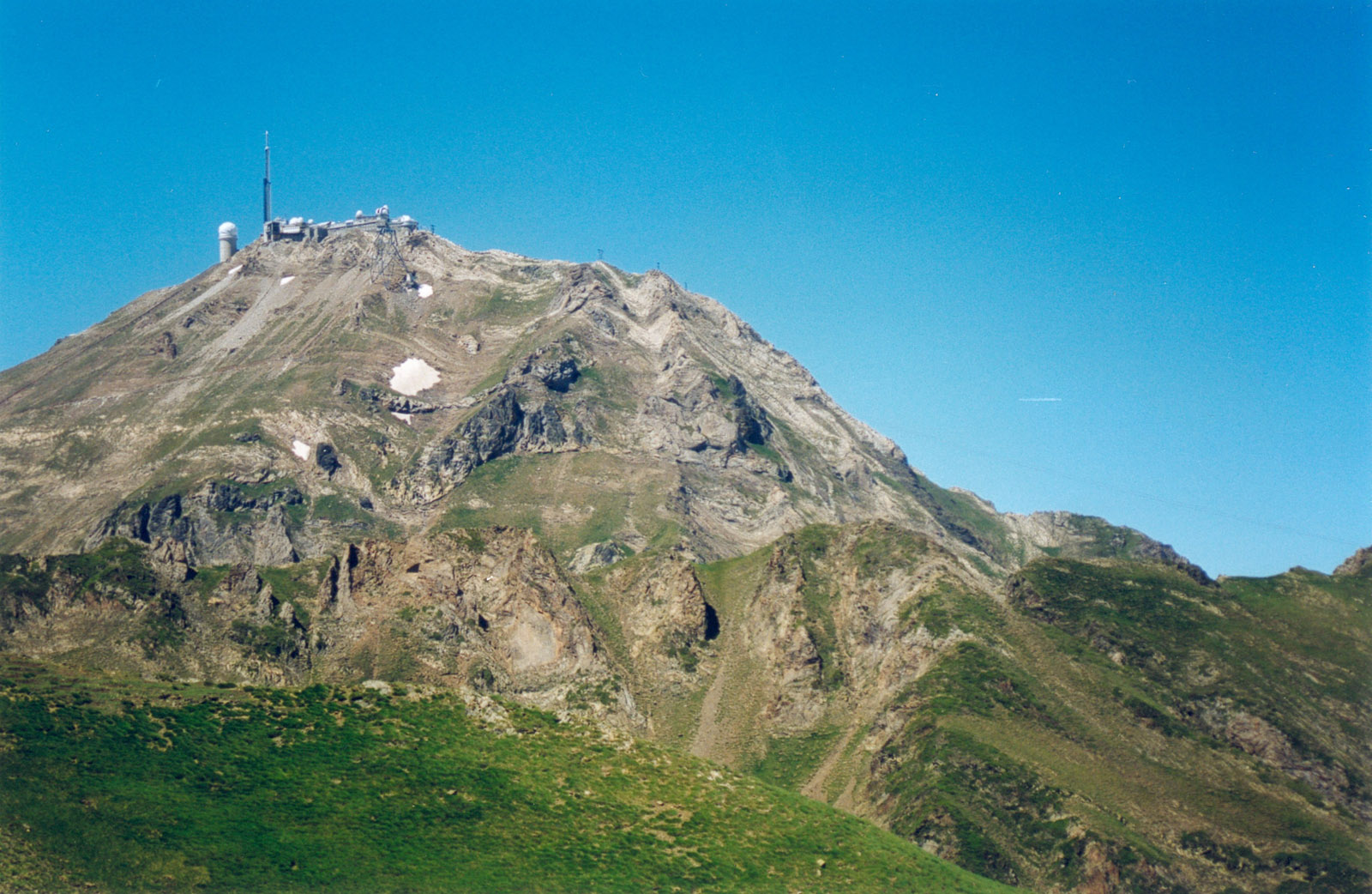
Versant sud du pic du Midi de Bigorre.

| Sommet                   | Altitude (mètres) | Coordonnées                 |
| ------------------------ | ----------------- | --------------------------- |
| Pic du Midi de Bigorre   | 2 876             | 42° 56′ 11″ N, 0° 08′ 34″ E |
| Pic de Merlheu           | 2 637             | 42° 56′ 15″ N, 0° 06′ 09″ E |
| Pic Crémat               | 2 630             | 42° 56′ 02″ N, 0° 06′ 49″ E |
| Pic d'Oncet              | 2 606             | 42° 55′ 44″ N, 0° 07′ 29″ E |
| Pène Taillade            | 2 588             | 42° 55′ 23″ N, 0° 03′ 34″ E |
| Pic Costallat            | 2 502             | 42° 55′ 25″ N, 0° 08′ 31″ E |
| Soum de Lascours         | 2 490             | 42° 55′ 57″ N, 0° 02′ 47″ E |
| Soum Arrouy              | 2 488             | 42° 55′ 37″ N, 0° 01′ 36″ E |
| Soum de Leviste          | 2 437             | 42° 55′ 57″ N, 0° 00′ 37″ E |
| Pic d'Ourdégon           | 2 436             | 42° 55′ 12″ N, 0° 05′ 11″ E |
| Cap de Sencours          | 2 350             | 42° 55′ 37″ N, 0° 09′ 03″ E |
| Le Taoulet               | 2 341             | 42° 55′ 11″ N, 0° 09′ 46″ E |
| Soum des Tuques de Roque | 2 332             | 42° 54′ 54″ N, 0° 00′ 56″ E |
| Taoulet d'Aouet          | 2 293             | 42° 57′ 01″ N, 0° 09′ 10″ E |

### Géologie
La zone se trouve au sud de la faille nord-pyrénéenne, ce qui classe le massif dans la zone axiale des Pyrénées.
C'est un massif de la chaîne axiale composé principalement de roches sédimentaires du Paléozoïque (Cambrien, Silurien, Dévonien) mais aussi des roches métamorphiques (migmatites et gneiss du dôme du Chiroulet) et des roches magmatiques (pegmatite, granite et diorite). La strate géologique dominante est la nappe de Gavarnie composée de schistes et grès sous forme de pélites datant du Dévonien. Le massif du Pic-du-Midi-de-Bigorre et le massif du Montaigu ne forment qu'un géologiquement parlant, la nature des couches sédimentaires principales étant la même. Seul le creusement de vallées glacières profondes au pléistocène (−3 Ma à −10 000 ans), comme la vallée de Lesponne, a permis d'individualiser ces deux massifs d'un point de vue du relief.
Au Paléogène, de −66 à −23 Ma, la remontée vers le nord de la plaque africaine entraîne avec elle la plaque ibérique. Celle-ci, coincée entre la plaque africaine au sud et la plaque européenne au nord, va entrer en collision avec elles, formant la cordillère Bétique au sud et la chaîne des Pyrénées au nord. Au niveau de la zone du massif du Pic-du-Midi-de-Bigorre, les roches sont alors progressivement comprimées et remontées en altitude entre −53 et −33 Ma durant l'Éocène, puis l'érosion enlève les roches sédimentaires pour ne laisser à nu que les roches magmatiques plutoniques actuelles plus dures.

## Activités humaines

### Protection environnementale
Le massif abrite la ZNIEFF 730011416 dite « massif du Pic-du-Midi-de-Bigorre - Lac Bleu ».

### Économie

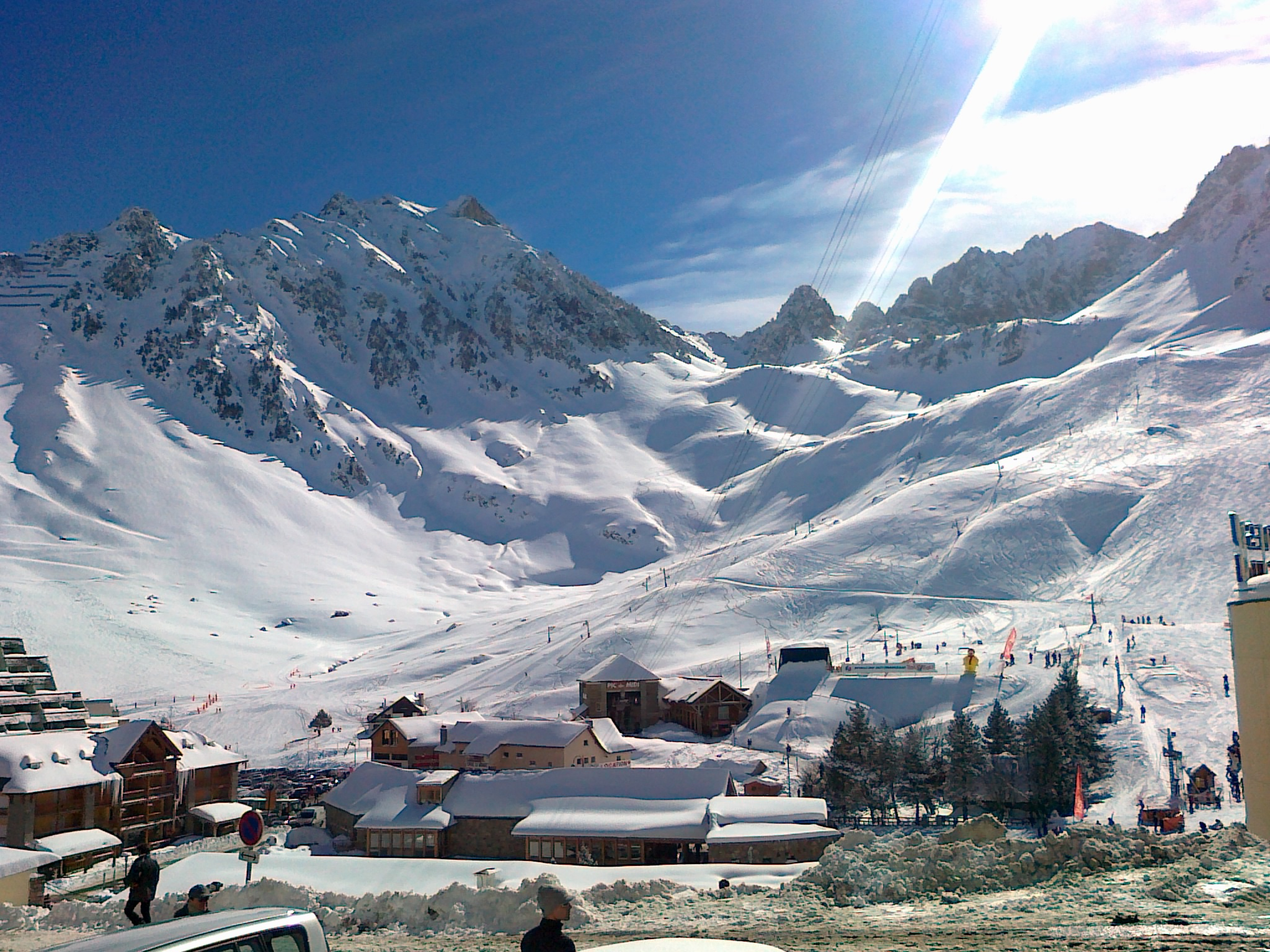
Station de La Mongie.

- Domaine du Tourmalet